# Амаль, Джаили Амаду
Джаили́ Амаду́ Ама́ль (фр. Djaïli Amadou Amal, род. 1975, Маруа, Камерун) — камерунская писательница, феминистическая активистка. Член ассоциации «Женщины Сахеля», выступающей под девизом «Голос тех, у кого нет голоса».

## Биография
Родилась в семье представителей народа фульбе в камерунском городе Маруа, столице Крайнесеверного региона страны. Интересуется литературой с детского возраста. Начала публиковаться в 2010 году, пишет на французском языке. Творчество Амаль посвящено культуре и быту народов Камеруна и стран Сахеля и социальных проблемах, с которыми приходится сталкиваться их представителям и в особенности женщинам. Так, роман «Вааланде: искусство делить мужа» (фр. Walaande, l'art de partager un mari) посвящён истории четырёх женщин народа фульбе, состоящих в полигамном браке с одним мужчиной.

## Награды
В 2019 году получила премию Prix Orange Livre en Afrique за роман «Нетерпеливые» (фр. Les impatients), впервые изданный в Яунде под другим названием — «Муньял: слёзы терпения» (фр. Munyal, les larmes de la patience).